# 김장호 (시인)
김장호(金長好, 1929년 3월 6일 ~ 1999년 4월 18일)는 대한민국의 시인, 등산가, 산악인, 극작가, 연극평론가, 문학평론가, 번역문학가, 수필가, 기행 작가, 대학 교수이다.

## 생애
본관은 김해(金海)이고 호(號)는 장호(章湖)이며 일제 강점기 경상남도 부산 출생이다.
1957년 시인으로 등단했고 그 후 1980년 극작가로 등단했으며 1983년 연극평론가로 등단했고 1984년 문학평론가로 등단했으며 1985년 번역문학가로 첫 입문했고 이어 1986년에는 자신의 등산 기행담을 기록하고 발표를 하여 기행 작가로 등단했으며 1993년에는 수필가로 등단했다. 또한 자신의 모교인 동국대학교의 교수로도 재직한 바 있는 그는 국내 산을 등산 기행하는 등산가와 산악인으로도 유명하다.

## 주요 작품

### 문학 평론
- 《김용호·박목월·장만영 시평집》(1984년)